# Ellisina marginulata
Ellisina marginulata är en mossdjursart som beskrevs av Gontar 1993. Ellisina marginulata ingår i släktet Ellisina och familjen Calloporidae. Inga underarter finns listade i Catalogue of Life.